# 神奈川県立七里ガ浜高等学校

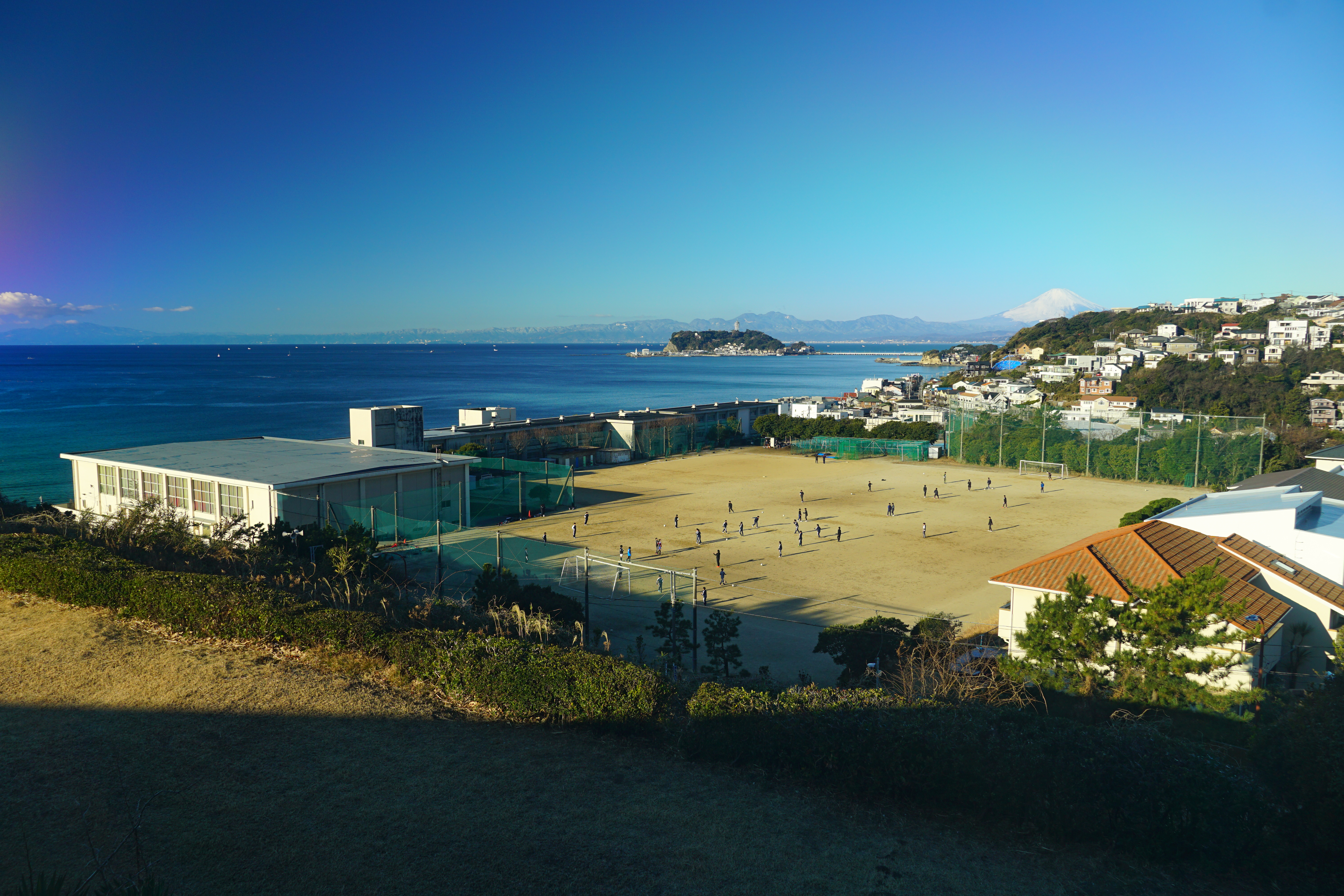
校舎、グラウンド、背景に江の島と富士山

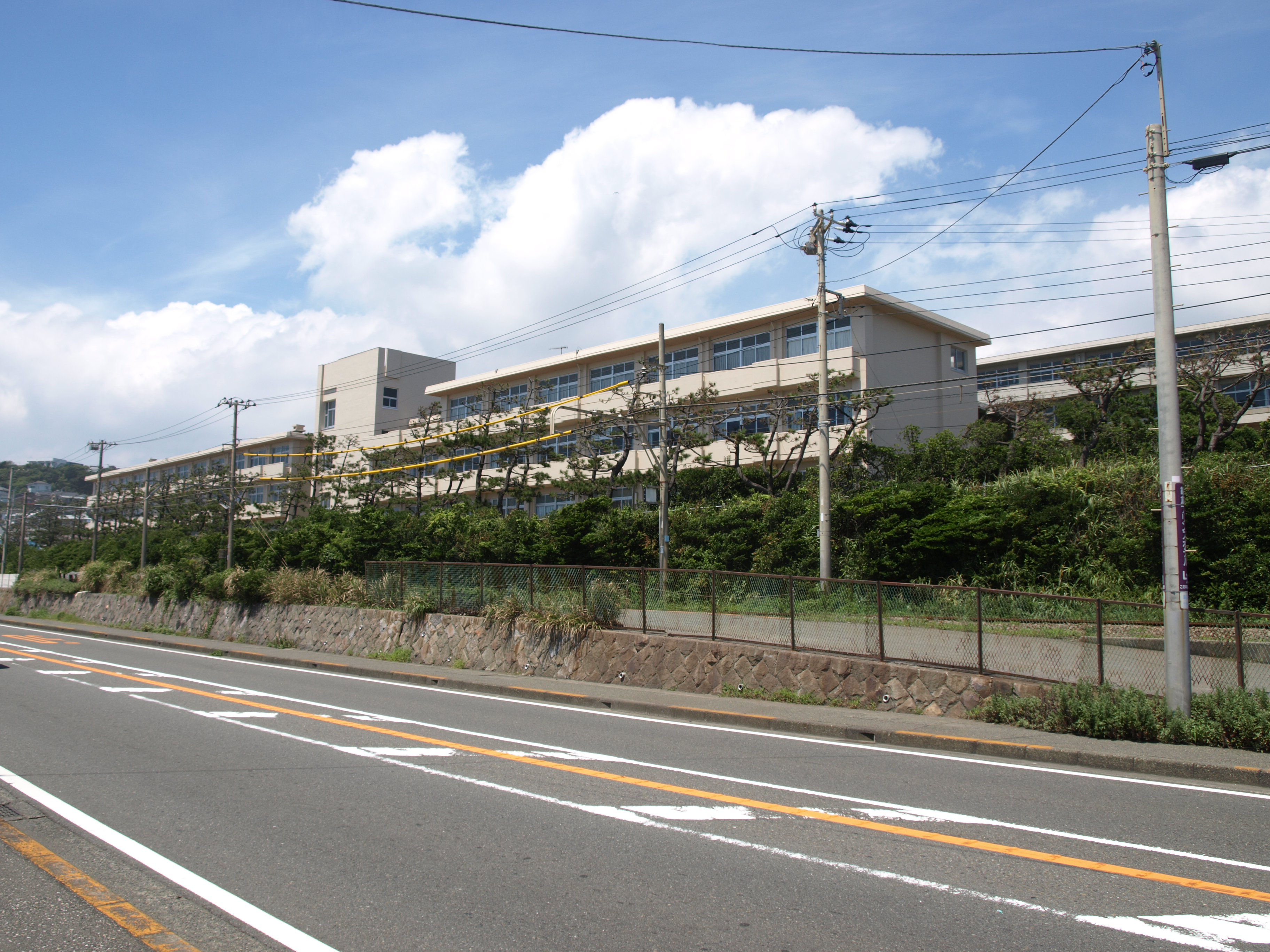
校舎

神奈川県立七里ガ浜高等学校（かながわけんりつ しちりがはま こうとうがっこう）は、神奈川県鎌倉市七里ガ浜東に所在する公立高等学校。愛称は「七高（しちこう）」

## 概要
湘南鎌倉の観光地でもある七里ヶ浜の目の前にあり、非常に全国でも稀な海岸線に近い高校である。敷地内からは相模湾、江の島、遠く富士山も一望でき、開放的な景観を持つ。
山を切り開いて造成された住宅地内に位置し、校舎全体が傾斜地にあるため、海に面した南棟の3階と北棟の1階が渡り廊下で結ばれている。運動部の練習が七里ヶ浜の海岸で行われることもある。
校訓は「自学自習・自主自律」。体育祭（七里ンピック）、文化祭(七高祭）、合唱祭等の各行事は生徒主体で進められ、生徒の自主性、自立心の育成が重視される校風である。
韓国、台湾、アメリカ等の海外交流活動も盛んで、長年、韓国水原（スウォン）外国語高等学校との姉妹校交流や、2年時では海外修学旅行（台湾）が組まれており視野を広げる取り組みがなされている。

## 教育目標
・健全な精神と身体を育成する。
・集団生活を通して社会性を養う。
・個性と豊かな情操の育成につとめる。

## 沿革
- 1976年（昭和51年）4月1日 - 開校（神奈川県立鎌倉高校）
- 1977年（昭和52年）3月 - 現在地に移転
- 2005年（平成17年）創立30周年記念式典開催
- 2011年（平成23年）
  - 6月 - 全ホームルームと多くの教室にエアコンが設置された。
  - 10月 - アメリカ合衆国メリーランド州のBoonsboro High Schoolと姉妹校交流がスタート。
- 2012年（平成24年）
  - 4月 - 希望生徒を対象とした土曜授業を開始。
  - 4月 - 文部科学省から英語力の強化の指定校に選定された。
- 2013年（平成25年）4月 - 神奈川県から学力向上推進校に指定された。
- 2016年（平成28年）- 授業力向上推進重点校に指定された。
- 2020年 (令和2年）- 県立高校改革実施計画Ⅱ期において再び授業力向上推進重点校に指定された。

## 部活動

### 体育系
ラグビー、陸上競技、バドミントン、ダンス、サッカー、野球、男女バレーボール、男女ハンドボール、男女バスケットボール、男女テニス、男女弓道、水泳、チアダンス

### 文化系
軽音楽、吹奏楽、美術工芸、茶道、ボランティア、いきもの生態、合唱、

### 同好会
写真

## 交通アクセス
- 江ノ島電鉄線七里ヶ浜駅より徒歩１分。

## 著名な出身者
- 赤坂七恵（女優、タレント）
- オオタスセリ（シンガーソングライター、タレント）
- 小池知己（元Jリーガー）
- 太田雅之（元Jリーガー）
- 瀧川英次（俳優）
- 立原麻衣（女優）
- 寺島よしき（英語講師）
- 長崎みなみ（声優、歌手）
- 長谷部愛 （気象予報士）
- 堀江政生（朝日放送アナウンサー）
- 浜野秀昭（元俳優、実業家）
- リエゾンミサ（起業家、日本茶アドバイザー、料理研究家、貼り絵作家）
- LibeRty Doggs（ラップグループ）

## 登場作品
- ピンポン（映画） - 同校で映画のロケが行われていた。
- 青い瞳の聖ライフ（フジテレビ系列ドラマ） - 同校でドラマのロケを行っていた。
- とめはねっ! 鈴里高校書道部（NHKドラマ） - 同校がドラマのロケ地となった。
- 江ノ島プリズム(映画）-作品に登場する「江ノ島高校」のモデル。同校がロケ地となった。
- 南鎌倉高校女子自転車部 - 作品に登場する「南鎌倉高校」のモデルである。
- 青春ブタ野郎シリーズ - 主人公が通う「神奈川県立峰ヶ原高等学校」のモデルである。